# Vendula Bradáčová
Vendula Bradáčová (* 26. června 1976 Praha) je českou scenáristkou a režisérkou.

## Život
Vendula Bradáčova (rozená Černá) pochází z pražských Vinohrad. Jako vystudovaná fotografka (obor klasická černobílá fotografie) se dlouhá léta věnovala dokumentaristice.
V televizní branži začínala na TV NOVA a TV PRIMA jako reportérka a moderátorka. Na pražské FAMU absolvovala dva semestry na katedře režie hrané tvorby. Z důvodu těhotenství však již dále ve studiu nepokračovala.

## Tvorba
Pro Českou televizi se podílela na dokumentárním cyklu Nejlepší česká škola. Natočila též několik „filmů o filmu“ (např. Líbáš jako ďábel), tedy filmů o natáčení známých českých snímků. Ve své dokumentární tvorbě využívá, pracuje zejména motiv člověka a jeho práce a se všemi souvislostmi, ktéré z toho mohou vyplývat.
Na MFF ve Zlíně 2008 byl oceněn její spot o občanském sdružení Barevný svět dětí, které se zabývá pomocí dětem v ústavní péči.
Celovečerním dokumentárním debutem je snímek Fulmaya, děvčátko s tenkýma nohama (2013). V současnosti natáčí svůj první celovečerní film Stínohra, který vypráví příběh záchranáře, který se vydává na nejednoznačnou cestu pomsty kvůli smrti bývalé ženy. Premiéra filmu se očekává na říjen 2021.